# Liste der Gemeindeverbände im Département Doubs
Das Département Doubs liegt in der Region Bourgogne-Franche-Comté in Frankreich. Es untergliedert sich in 18 Gemeindeverbände.
Siehe auch: Liste der Gemeinden im Département Doubs

## Gemeindeverbände

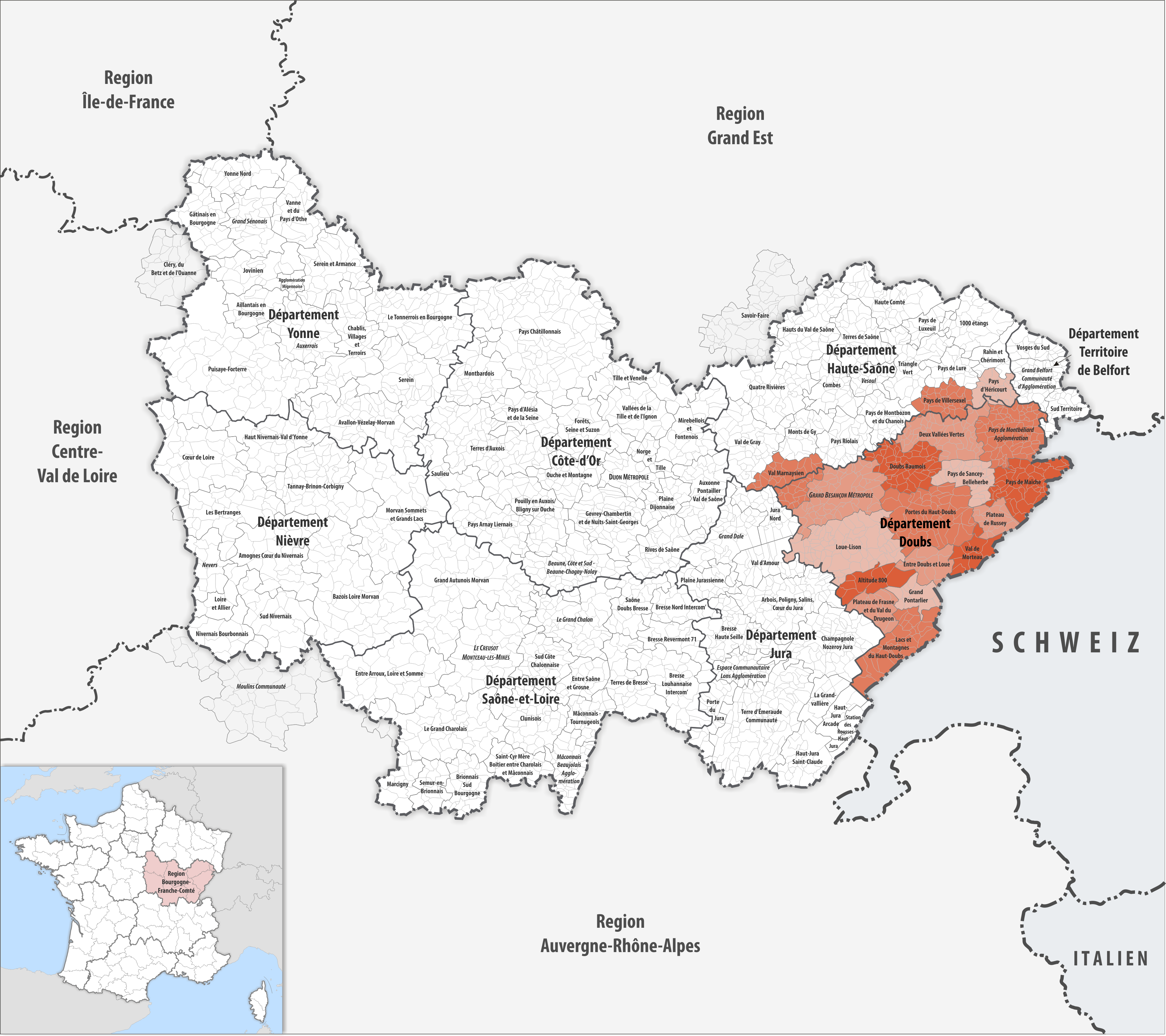
Gemeindeverbände im Département Doubs

| Gemeindeverband                        | Gemeinden im Départ./Verband | Einwohner 1. Januar 2022 | Fläche km² | Dichte Einw./km² | SIREN- Nummer | Rechtsform                 | Gründungsdatum     |
| -------------------------------------- | ---------------------------- | ------------------------ | ---------- | ---------------- | ------------- | -------------------------- | ------------------ |
| Altitude 800                           | 9/9                          | 6.675                    | 204,46     | 33               | 242 504 488   | Communauté de communes     | 2. Dezember 2002   |
| Deux Vallées Vertes                    | 54/54                        | 15.608                   | 389,96     | 40               | 200 068 294   | Communauté de communes     | 22. September 2016 |
| Doubs Baumois                          | 58/58                        | 16.135                   | 348,91     | 46               | 242 504 447   | Communauté de communes     | 27. Dezember 2001  |
| Entre Doubs et Loue                    | 12/12                        | 8.255                    | 198,23     | 42               | 242 500 320   | Communauté de communes     | 24. Dezember 1992  |
| Grand Besançon Métropole               | 67/67                        | 198.387                  | 529,61     | 375              | 242 500 361   | Communauté urbaine         | 23. Dezember 2000  |
| Grand Pontarlier                       | 10/10                        | 28.580                   | 154,42     | 185              | 242 500 338   | Communauté de communes     | 14. Juni 1999      |
| Lacs et Montagnes du Haut-Doubs        | 32/32                        | 16.727                   | 419,77     | 40               | 200 069 565   | Communauté de communes     | 28. Oktober 2016   |
| Loue-Lison                             | 71/71                        | 25.269                   | 666,94     | 38               | 200 068 070   | Communauté de communes     | 22. September 2016 |
| Pays d’Héricourt                       | 3/24                         | 20.925                   | 163,61     | 128              | 247 000 722   | Communauté de communes     | 14. November 2000  |
| Pays de Maîche                         | 42/42                        | 18.577                   | 380,88     | 49               | 200 023 075   | Communauté de communes     | 7. Dezember 2009   |
| Pays de Montbéliard Agglomération      | 73/73                        | 139.232                  | 451,42     | 308              | 200 065 647   | Communauté d’agglomération | 17. September 2016 |
| Pays de Sancey-Belleherbe              | 27/27                        | 5.520                    | 229,87     | 24               | 242 504 371   | Communauté de communes     | 26. Dezember 2001  |
| Pays de Villersexel                    | 2/32                         | 7.726                    | 201,42     | 38               | 247 000 714   | Communauté de communes     | 30. Dezember 1999  |
| Plateau de Frasne et du Val du Drugeon | 10/10                        | 6.356                    | 178,40     | 36               | 242 504 496   | Communauté de communes     | 4. Dezember 2002   |
| Plateau de Russey                      | 17/17                        | 7.007                    | 148,70     | 47               | 242 504 355   | Communauté de communes     | 27. Dezember 2001  |
| Portes du Haut-Doubs                   | 47/47                        | 26.872                   | 643,63     | 42               | 242 504 181   | Communauté de communes     | 19. Juni 1998      |
| Val Marnaysien                         | 21/45                        | 14.652                   | 301,85     | 49               | 200 041 887   | Communauté de communes     | 1. Januar 2014     |
| Val de Morteau                         | 8/8                          | 21.035                   | 161,69     | 130              | 242 504 116   | Communauté de communes     | 29. November 2000  |